# Peter Nogly
Peter Nogly (Lubecca, 13 gennaio 1947) è un ex calciatore tedesco, di ruolo difensore.

## Carriera
Giocò per la maggior parte della carriera nell'Amburgo, con cui vinse una Coppa di Lega nel 1973, una Coppa di Germania nel 1976, una Coppa delle Coppe l'anno seguente ed una Bundesliga nel 1979.

## Palmarès

### Club

#### Competizioni nazionali
- Campionato tedesco: 1

Amburgo: 1978-1979
- Coppa di Germania: 1

Amburgo: 1975-1976
- Coppa di Lega tedesca: 1

Amburgo: 1972-1973

#### Competizioni internazionali
- Coppa delle Coppe: 1

Amburgo: 1976-1977